# Iglesia de la Gran Madre de Dios
La iglesia de la Gran Madre de Dios (en italiano Chiesa della Gran Madre di Dio) es un templo católico de Turín, Italia, que se levanta al pie de la colina turinesa, frente a la Piazza Vittorio Veneto.
El templo de estilo neoclásico fue construido por Ferdinando Bonsignore para festejar el retorno del rey Víctor Manuel I de la Casa de Saboya en 1814. Está inspirado en el Panteón de Roma.

## Historia
El edificio, que es únicamente una iglesia de la ciudad de propiedad municipal, fue erigido por voluntad del cuerpo decurional de la ciudad para celebrar el regreso del rey Víctor Manuel I de Cerdeña el 20 de mayo de 1814, después de la retirada del ejército de Napoleón y el fin del dominio francés. En el tímpano del pronao que domina su entrada es bien visible el epigrafía dedicatoria “ordo popvlvsqve tavrinvs ob adventvm regis”, acuñada por el latinista Michele Provana del Sabbione. La dedicación, así como la construcción de todo el templo, recogió severas críticas entre los contemporáneos por el hecho de que se hace mención de la llegada (en latín: adventvs) del Rey y no de su vuelta (en latín: reditus) después del exilio.
El proyecto es del arquitecto Ferdinando Bonsignore, artista de clara orientación neoclásica, fue elegido después de un concurso y se inició la realización solamente en 1818, después de la solemne colocación de la primera piedra.